# Gerben Gerbrandy
Gerben (Germ) Gerbrandy (né à Hommerts le 27 juillet 1952) est un homme politique néerlandais du FNP.

## Biographie
Il est le fils d'un fermier, et avant qu'il se lance en politique, il a enseigné la biologie, la physique et la chimie à Rozenburg, Winterswijk, Drachten et Waskemeer. 
En outre , il a également travaillé pendant un an dans un kibboutz en Israël. 
Le 1er janvier 2011, il devient conseiller municipal de la nouvelle commune fusionné Súdwest-Fryslân. 
En janvier 2013 il a été nommé maire de Achtkarspelen.